# صوفيا شيناز
صوفيا شيناز هي مغنية وموسيقية ومغنية مؤلفة وممثلة كندية، ولدت في 17 يناير 1973 بوندسور في كندا.

## أعمال

### أفلام
- (1994) الغراب[4]

## وصلات خارجية
- صوفيا شيناز على موقع IMDb (الإنجليزية)
- صوفيا شيناز على موقع ألو سيني (الفرنسية)
- صوفيا شيناز على موقع ميوزك برينز (الإنجليزية)
- صوفيا شيناز على موقع أول موفي (الإنجليزية)
- صوفيا شيناز على موقع قاعدة بيانات الأفلام السويدية (السويدية)
- صوفيا شيناز على موقع أول ميوزيك (الإنجليزية)
- صوفيا شيناز على موقع ديسكوغز (الإنجليزية)
- صوفيا شيناز على موقع قاعدة بيانات الفيلم (الإنجليزية)
- صوفيا شيناز على موقع كينوبويسك (الروسية)